# Jeziorko (powiat giżycki)
Jeziorko (dawniej niem. Jesziorken, od 1928 Preussburg, Preußenburg) – wieś w Polsce położona w województwie warmińsko-mazurskim, w powiecie giżyckim, w gminie Ryn. W latach 1975–1998 miejscowość należała administracyjnie do województwa suwalskiego.
Ze wschodniej strony wsi – na wzniesieniu zwanym Zamkową Górą – znajdują się ślady osiedla obronnego (grodzisko) z epoki żelaza (400-120 r. p.n.e.) i osada z tego samego okresu oraz widocznym późniejszym osadnictwem wczesnośredniowiecznym (XI-XIII w.).

## Historia
W wieku XIV i XV obszar dawnego osadnictwa zarósł lasem. W 1552 r. Jerzy von Diebes, starosta ryński, powierzył założenie wsi Janowi Stronidle z Orla. Powstała wieś czynszowa o powierzchni 40 włók na prawie magdeburskim, położonych w lesie przy jeziorze Brzóska między Orłem a Sterławkami Wielkimi. Jerzy von Diebies otrzymał 4 włóki sołeckie.
W 1774 r. powstała szkoła we wsi.
W 1928 r., ówczesne władze w ramach akcji germanizacyjnej zmieniły dotychczasowa nazwę Jesziorken na Preussburg, Preußenburg, pod pretekstem upamiętnienia odkryć archeologicznych, dotyczących życia dawnych Prusów. W 1939 r. we wsi mieszkało 89 osób a Jeziorko obejmowało 221 ha gruntów rolnych.
Po wojnie, 1 września 1946 r. otwarto szkołę, a organizowała ją Zofia Rutkowska. Rok szkolny rozpoczęło 26 uczniów. W latach 1952–56, ze względu na zbyt małą liczbę dzieci, szkoła była zamknięta. Ostatecznie została zlikwidowana w 1974 r. wraz z reorganizacją sieci szkolnej.